# Suiza italiana

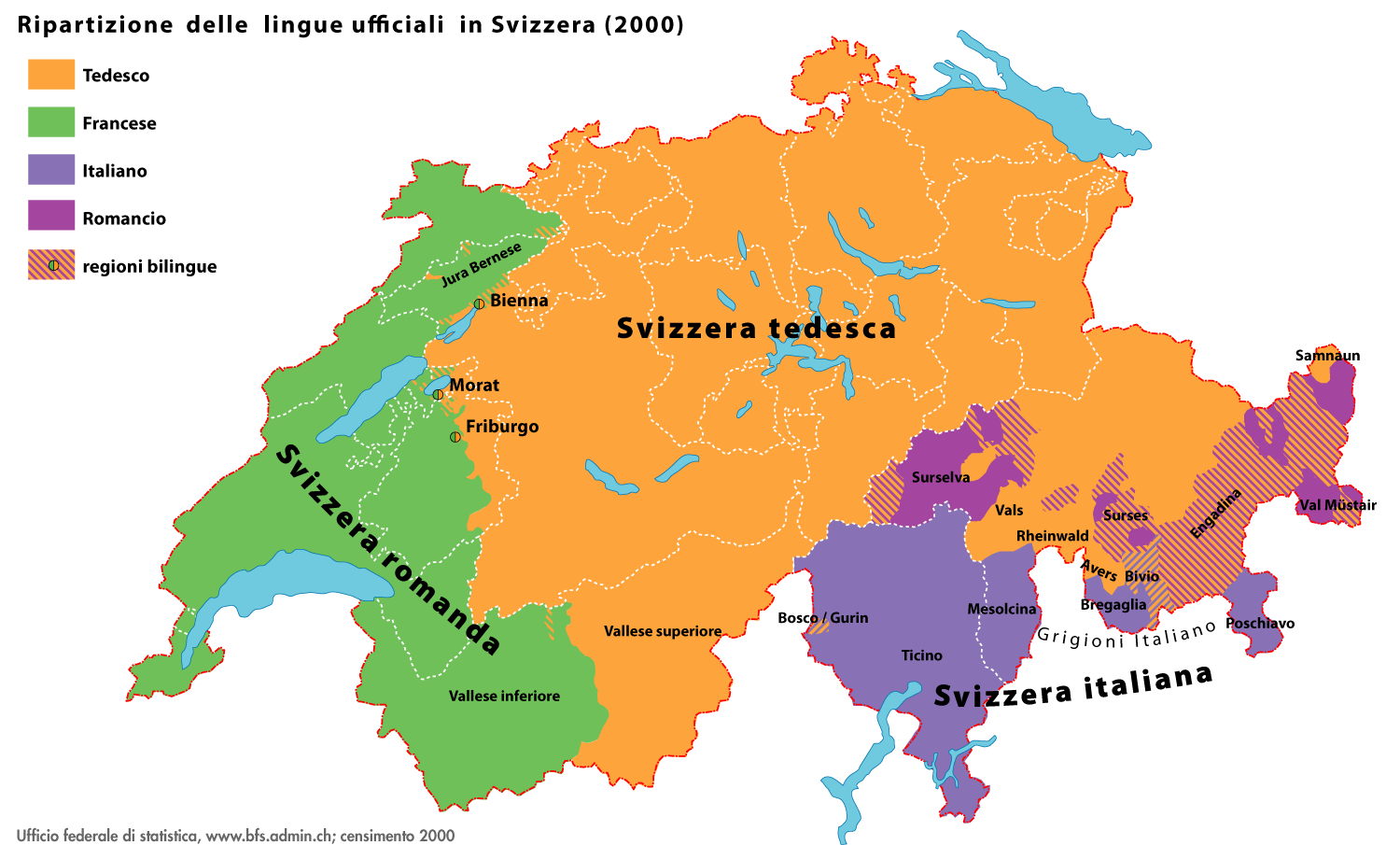
Distribución de los idiomas oficiales en Suiza, en violeta la zona de habla italiana (año 2000).

Distribución lingüística en el cantón de los Grisones.

La Suiza italiana (en italiano: Svizzera Italiana; en alemán: Italienische Schweiz; en francés: Suisse italienne; en romanche: Svizra Italiana) es el conjunto de zonas de Suiza en que es usual el idioma italiano o algunos dialectos alpinos de la lengua lombarda, y comprende:
- el cantón del Tesino, que constituye el único cantón suizo en el cual el idioma italiano es la exclusiva lengua oficial aunque existe el pequeño enclave germanófono de Bosco-Gurin poblado por unas centenas de valsers.
- el cantón de los Grisones, en el cual el italiano es una de las tres lenguas oficiales junto al alemán y al romanche. La zona italófona (Grisones italianos) en los Grisones corresponde a los siguientes valles: 
  - Val Mesolcina
  - Val Calanca
  - Val Bregaglia
  - Val Poschiavo
  - el italiano es también una de las tres lenguas oficiales de la comuna de Bivio, también en los Grisones y única comuna suiza en la vertiente norte de los Alpes que tiene el italiano como idioma oficial, donde constituye la lengua materna del 29 % de sus 220 habitantes.

En total la extensión de la Suiza Italiana es de aproximadamente 3976,78 km², poseyendo hacia el año 2016 una población cercana a los 366.481 habitantes de los cuales 80.000 eran extranjeros. Sin embargo, el 15,4% de la población suiza habla italiano a diario, es decir, cerca de 1.300.000 personas, de ahí que haya más italófonos fuera de la Suiza italiana que dentro de ella.
El término "Suiza italiana" no tiene ningún reconocimiento oficial, ya que la Confederación Suiza reconoce como entes constitutivos de la misma a los cantones, cuyas fronteras políticas no coinciden con las fronteras lingüísticas.

## Principales centros de la Suiza Italiana

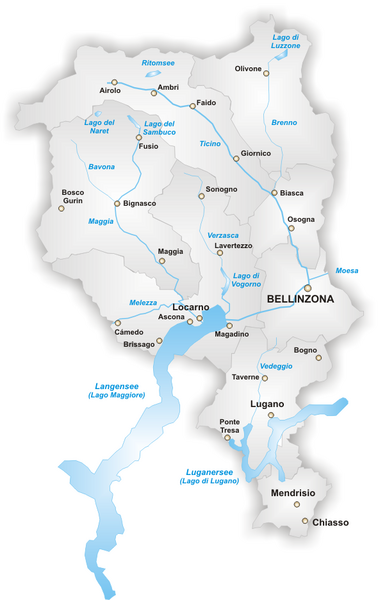
Mapa del cantón de Tesino, el único cantón suizo exclusivamente de lengua italiana.

Los principales centros se encuentran en el cantón del Tesino y son:
- Bellinzona, capital del cantón del Tesino;
- Lugano, la ciudad más poblada de la Suiza italiana, en la costa del lago de Lugano próxima a la frontera italiana;
- Chiasso y Mendrisio en el confín entre Italia y Suiza, próximos a Como;
- Locarno y Ascona sobre el lago Maggiore cerca de la frontera italiana;
- Airolo casi en la entrada meridional del Túnel de San Gotardo.

## Idiomas
La Suiza italiana abarca:
- El Cantón del Tesino, que constituye el único cantón suizo donde el italiano es la única lengua oficial (excepto en el municipio de Bosco Gurin, que también tiene el alemán como lengua comunal). Las variantes del lombardo habladas en el Cantón se llaman generalmente dialecto tesinés.
- Parte del Cantón de los Grisones, donde el italiano es una de las tres lenguas oficiales junto con el alemán y el romanche. El italiano de los Grisones incluye las regiones de Moesa (al oeste) y Bernina (al este), el municipio de Bregaglia en la región de Maloja y, hasta 2005, el antiguo municipio de Bivio, ahora parte del municipio de Surses, en la región de Viamala. Las variedades del lombardo habladas en el Cantón son el dialecto tesinés (en la región de Moesa) y otras variedades alpinas (en los valles de Bregaglia y Poschiavo).

Aunque la Suiza italiana es la única región de Suiza donde el italiano es mayoritario, hay numerosos ciudadanos que lo utilizan también fuera de los cantones mencionados. De hecho, hay más italófonos en la Suiza alemana y en la romanda de los que hay en la italiana. En toda la República Helvética, alrededor de 1,300,000 ciudadanos lo hablan a diario, es decir, el 15.4% de la población, a los que se suman aproximadamente dos millones de personas que tienen un conocimiento más o menos elevado.

## Infraestructura
Desde 1996 la población italófona de Suiza puede tener como referente una universidad propia la Università della Svizzera italiana (Universidad de la Suiza Italiana), con sede en Lugano y Mendrisio. El otro instituto de enseñanza superior en esta región es la Scuola Universitaria Professionale della Svizzera Italiana (Escuela Universitaria Profesional de la Suiza Italiana) con sede en Manno.
El principal aeropuerto es el de Lugano, aunque el italiano de Milán (aeroporto internazionale di Milano Malpensa) es fácilmente accesible.

## Radio y televisión
En la Suiza italiana han estado presente desde hace décadas cadenas de radio y televisión en italiano. La más importante es la pública RSI (Radiotelevisión suiza de lengua italiana), que posee dos canales de televisión (LA1, que comenzó a emitir en 1961, y LA2, nacida en 1997) y tres cadenas de radio (Rete Uno, Rete Due y Rete Tre). La RSI era muy seguida en la Italia septentrional en los años 1960 y 70 porque emitía programas en color antes que la RAI.

## Política y gobierno
Hasta ahora, todos los Consejeros Federales de la parte italiana de Suiza procedían del cantón del Tesino:
- Stefano Franscini (1848-1857)

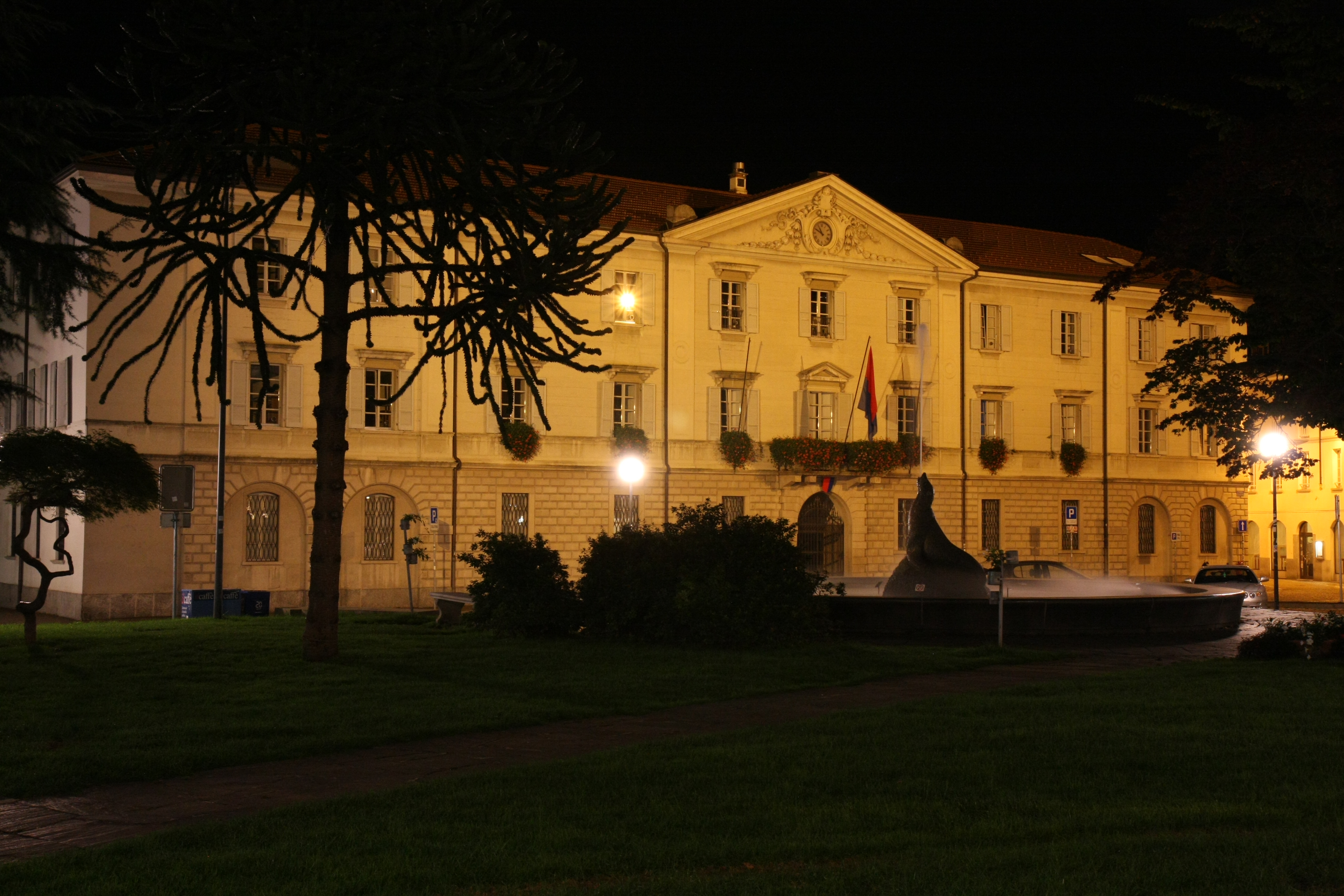
Palacio de Gobierno (Palazzo Governativo) del Cantón de Tesino

- Giovanni Battista Pioda (1857-1864)
- Giuseppe Motta (1911-1940)
- Enrico Celio (1940-1950)
- Giuseppe Lepori (1954-1959)
- Nello Celio (1966-1973)
- Flavio Cotti (1987-1999)
- Ignazio Cassis (2017-)

A nivel nacional, el cantón del Tesino nombró ocho miembros del Consejo Nacional durante el período legislativo de 2015-2019, mientras que Silva Semadeni, un político de Poschiavo, representa a la población de habla italiana de la región. En el Consejo de Estados, sólo el Cantón del Tesino envía dos miembros de habla italiana a cada una de las dos cámaras.